# Potentilla baltistana
Potentilla baltistana är en rosväxtart som beskrevs av Franz Theodor Wolf. Potentilla baltistana ingår i Fingerörtssläktet som ingår i familjen rosväxter. Inga underarter finns listade i Catalogue of Life.